# آيت القاضي (سيدي علي)
آيت القاضي هو دُوَّار يقع بجماعة إمرابطن، إقليم الحسيمة، جهة طنجة تطوان الحسيمة في المملكة المغربية. ينتمي الدوّار لمشيخة سيدي علي التي تضم 4 دواوير. يقدر عدد سكانه بـ 589 نسمة حسب الإحصاء الرسمي للسكان والسكنى لسنة 2004.

## وصلات خارجية
- البوابة الوطنية للجماعات الترابية
- المندوبية السامية للتخطيط